# (7082) La Serena
(7082) La Serena – planetoida z pasa głównego asteroid okrążająca Słońce w ciągu 5,5 lat w średniej odległości 3,11 j.a. Odkryli ją Eric Elst i Guido Pizarro 17 grudnia 1987 roku w Obserwatorium La Silla. La Serena to miasto w Chile, w którym przez wiele lat zatrzymywali się astronomowie w drodze do chilijskich obserwatoriów.